# افران اسماعیل‌اف
افران اسماعیل‌اف (ترکی آذربایجانی: Əfran İsmayılov؛ زادهٔ ۸ اکتبر ۱۹۸۸) بازیکن فوتبال اهل جمهوری آذربایجان است.
از باشگاه‌هایی که در آن بازی کرده‌است می‌توان به باشگاه فوتبال خزر لنکران، باشگاه فوتبال باکو، باشگاه فوتبال توران توووز، باشگاه فوتبال قره‌باغ، و باشگاه فوتبال شماخی اشاره کرد.
وی همچنین در تیم‌های ملی فوتبال زیر ۲۱ سال جمهوری آذربایجان و جمهوری آذربایجان بازی کرده‌است.